# Trova
I Trova sono una delle radici principali dell'albero musicale cubano. Nel XIX secolo nasceva questo movimento nella parte orientale dell'isola, specialmente a Santiago di Cuba. Un gruppo di musicisti itineranti, chiamati trovadores, cominciarono a spostarsi all'interno dell'isola, passando la vita a cantare e suonare la chitarra. Secondo uno scrittore, il vero trovador a Cuba doveva a) suonare canzoni composte da lui stesso, o da altri trovadores; b) accompagnarsi con la chitarra e c) trattare poeticamente con la canzone. Questa definizione identifica meglio i cantanti di bolero, piuttosto che i cantanti di son (El Guayabero) o anche quelli di guaguancó e abakuá (Chicho Ibáñez). Si escludono, forse ingiustamente, i cantanti che si accompagnano con il piano.

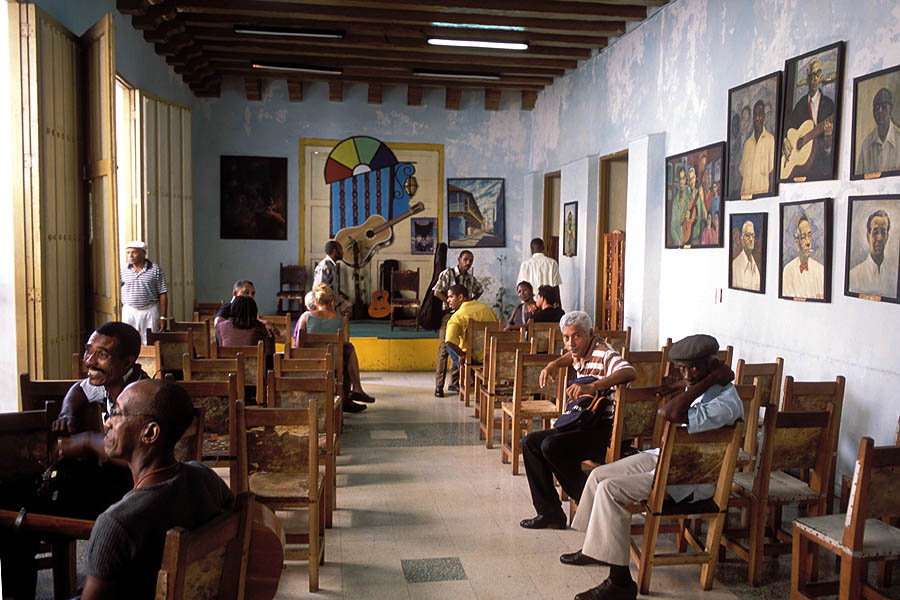
Casa de la Trova, Santiago di Cuba

I Trova hanno avuto una parte fondamentale nell'evoluzione della musica popolare cubana. Nell'insieme, sono stati compositori prolifici, e hanno fatto conoscere molti musicisti che successivamente hanno fatto parte di gruppi musicali. Socialmente, riuscirono a raggiungere tutte le comunità dell'isola, e hanno aiutato a far conoscere la musica cubana attraverso il mondo.

## I fondatori
José Vivanco Sánchez, detto Pepe Sánchez, è noto per essere il padre dello stile trova e il creatore del bolero. Ebbe le sue prime esperienze musicali con il teatro bufo, ma non ebbe nessuna formazione musicale scolastica. Grazie ad uno straordinario talento naturale, compose le canzoni senza scriverle, dato che non aveva studiato non sapeva come fare. Il risultato è stato che molti di questi brani sono stati persi con lui, sebbene un paio di dozzine di canzoni sono state trascritte dai suoi amici che avevano studiato musica. Il suo primo bolero, Tristezas, è molto famoso ancora oggi. Creò anche jingle per la pubblicità prima della nascita della radio. Egli fu un modello per gli altri musicisti e un insegnante per i trovadores che lo seguirono.
Primo tra questi fu Sindo Garay, nato come Antonio Gumersindo Garay García. Fu il più straordinario compositore di canzoni trova, che registrò più di una volta. Nella sua eredità troviamo canzoni come Perla marina, Adiós a La Habana, Mujer bayamesa, El huracán y la palma e Guarina. Anche Garay non aveva studiato musica, infatti, imparò da solo l'alfabeto a 16 anni; ma in questo caso le canzoni non sono andate perse grazie alle registrazioni che fece.
Garay fu coinvolto nella Guerra di indipendenza cubana e decise che trasferirsi sull'isola di Hispaniola (Haiti e Repubblica Dominicana). Tornò, sposato, a L'Avana nel 1906. Nel 1926 visitò Parigi con Rita Montaner e altri, passando tre mesi a cantare le sue canzoni. Egli trasmise alla radio e registrò. Era solito dire "Non sono molti gli uomini che hanno stretto la mano sia a José Martí che a Fidel Castro!". Carlos Puebla, la cui vita attraversa i vecchi e i nuovi trova, racconta un simpatico aneddoto su Garay: "Sindo festeggiò il suo centesimo compleanno molte volte -- infatti, tutte le volte era a corto di soldi!"

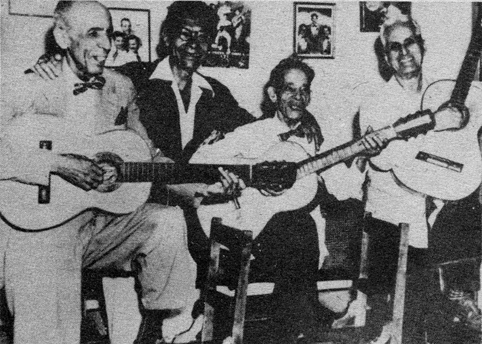
I quattro grandi trova
da sinistra: Rosendo Ruiz, Manuel Corona
Sindo Garay, Alberto Villalón

José 'Chicho' Ibáñez (Corral Falso, 22 novembre 1875 – L'Avana, 18 maggio 1981) fu il primo trovador (di cui si ha conoscenza) che si specializzò nel son, come anche nel guaguancó e nei ritmi afrocubani dell'abakuá. Suonò il tres piuttosto che la chitarra spagnola, e sviluppò una sua particolare tecnica per questa chitarra cubana. Durante la sua lunga carriera, Chicho cantò e suonò il son nelle strade, nelle piazze, nei cafè, nei locali notturni e in altri luoghi dell'isola. Durante gli anni '20, quando divennero popolari i sextetos, egli fu costretto a vendere le sue canzoni a questi gruppi e ai loro compositori per poter sopravvivere. Tra i suoi brani troviamo Tóma mamá que te manda tía, Evaristo, No te metas Caridad, Ojalá (sones); Yo era dichoso, Al fin mujer (bolero-sones); Qué más me pides, La saya de Oyá (guaguancos). Lavorò girando tutta l'isola, e in seguito fu girato un cortometraggio su di lui.
Il compositore Rosendo Ruiz fu un altro trovador che visse a lungo come Ibáñez e Garay. Nel 1911 scrisse Mares y Arenas, nel 1917 scrisse l'inno dei lavoratori Redención e il bolero Confesión, la guajira Junto al canaveral e il pregón-son Se va el dulcerito. Fu anche autore di un noto manuale di chitarra.
Manuel Corona cominciò la sua carriera nel distretto a luci rosse de L'Avana. Originariamente era cantante e chitarrista, divenne un prolifico compositore dopo che la sua mano fu danneggiata da un coltello. Era un caso in cui "Lei era una prostituta, e aveva il suo uomo, ma io l'amavo". Alberto Villalón sviluppò la tecnica di chitarra dei trova e diede una mano nella nascita dei septetos di son.
Garay, Ruiz, Villalón e Corona sono noti come i quattro grandi trova, ma Ibáñez e i trovadores che gli seguirono dovrebbero essere ricordati con altrettanta importanza.

## Il XX secolo
Patricio Ballagas (Camagüey, 17 marzo 1879 – L'Avana, 15 febbraio 1920); Eusebio Delfin (Palmira, 1º aprile 1893 – L'Avana, 28 aprile 1965); María Teresa Vera (Guanajay, 6 febbraio 1895 – L'Avana, 17 dicembre 1965); Lorenzo Hierrezuelo (El Caney, 5 settembre 1907 – L'Avana, 16 novembre 1993); Joseíto Fernández (5 settembre, 1908 – 11 ottobre, 1979); Ñico Saquito (Antonio Fernández: Santiago di Cuba, 1901 – L'Avana, 4 agosto 1982); Carlos Puebla (Manzanillo, 11 settembre 1917 – L'Avana, 12 luglio 1989) e Compay Segundo (Máximo Francisco Repilado Muñoz: Siboney, 18 novembre 1907 – L'Avana, 13 luglio 2003) sono tutti grandi musicisti trova. Da non dimenticare anche il Trio Matamoros.
Molti trovadores sono creoli, cresciuti con tradizioni e stili sia africani che spagnoli. Le eccezioni ci sono. Guillermo Portabales (Cienfuegos 6 aprile 1911 – San Juan, Puerto Rico 25 ottobre 1970) e Carlos Puebla hanno le tradizioni del guajiro, mentre El Guayabero – Faustino Oramas – (Holguín, 4 giugno 1911 – Holguín, 28 marzo 2007) era di colore e aveva contenuti e stile funky. Fu l'ultimo dei vecchi trova e, quando morì a 95 anni, era il più vecchio musicista cubano.

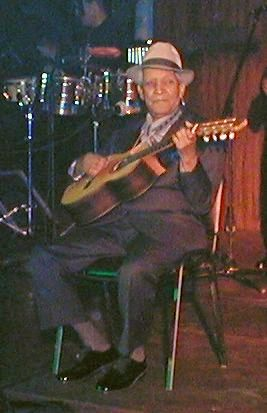
Compay Segundo
all'Hotel Nacional de Cuba

I musicisti trova lavoravano spesso in gruppi di due o tre, alcuni di loro erano solisti (come Compay Segundo). Quando sextetos / septetos / conjuntos cominciarono ad ottenere sempre più popolarità, molti trovadores entrarono a far parte di questi gruppi musicali.
La tecnica musicale della chitarra gradualmente migliorò; i primi trovadores, essendo autodidatti, avevano una tecnica abbastanza povera. Guyún (Vincente González Rubiera, Santiago di Cuba 27 ottobre 1908–L'Avana, 1987) studiò con Severino López, e sviluppò il moderno concetto di armonia, e un modo per applicare le tecniche classiche alla musica popolare. Divenne più avventuroso, seguendo sempre lo stile cubano, e nel 1938 smise di esibirsi per dedicarsi all'insegnamento della chitarra. Questa scelta diede i suoi frutti, e due generazioni di chitarristi furono influenzate dai suoi insegnamenti.
Forse il maggior chitarrista moderno è il trovador Eliades Ochoa (Songo La Maya, Santiago di Cuba, 22 giugno 1946), il leader del Cuerteto Patría. Ochoa studiò chitarra spagnola e tres cubano; Leo Brouwer gli disse che non aveva più bisogno di studiare la tecnica e che sapeva anche troppo. Ochoa ora suona la chitarra a otto corde (un modello disegnato da lui stesso, un ibrido tra la chitarra acustica a sei corde e il tres cubano). Nel Cuarteto Patría suonano anche il fratello Humberto Ochoa alla chitarra, il figlio Eglis Ochoa alle maracas, William Calderón al basso, Aníbal Ávila alle claves e tromba, e Roberto Torres alle congas.

## Le canzoni dei trova
Il movimento dei trova ha dato origine a nuovi stili che sono cresciuti grazie alla fertilità musicale di Cuba e degli altri Paesi latino-americani. Gli elementi seguenti rappresentano i punti di maggior influenza dei trova:
1. Il grandissimo numero di canzoni che sono state usate il tutte le aree di musica popolare.
2 Alcuni indimenticabili brani sono diventati degli standard.
3. Il bolero, la forma musicale che è strettamente associata ai trova, e il suo parente canción.
4. Lo sviluppo delle tecniche di chitarra nella musica popolare.
5. Temi e iniziative strettamente legati agli eventi politici, come l'Afrocubanismo, il Filín e i Nueva trova.

### Filín
La parola deriva da feeling (sentimento) e fu influenzata dalla musica popolare americana della fine anni '40–inizio anni'50. Descrive lo stile di canzoni romantiche post-miscofono influenzate dal jazz (crooning). Le sue radici cubane si trovano nel bolero e nella canción. Alcuni quartetti cubani, come il Cuarteto d'Aida e i Los Zafiros, si modellarono secondo i canoni dei gruppi americani. Altri furono cantanti che avevano ascoltato Ella Fitzgerald, Sarah Vaughan e Nat King Cole. Tra i cantanti di Filín troviamo César Portillo de la Luz, José Antonio Méndez, che passò un decennio in Messico tra il 1949 e il 1959, Frank Domínguez, il pianista cieco Frank Emilio Flynn, e le grandi cantanti di bolero Elena Burke e Omara Portuondo, entrambe provenienti dal Cuarteto d'Aida.
Il movimento filín, che originariamente aveva uno spazio pomeridiano su Radio Mil Diez, sopravvisse durante i primi anni della rivoluzione, ma in qualche modo non è riuscito ad adattarsi alle nuove circostanze ed è andato sciamando, lasciando le sue radici perfettamente intatte nel jazz, nelle canzoni romantiche e nel bolero.

### Nueva trova
Il movimento dei Nueva trova esiste dal 1967/68, dopo la rivoluzione cubana del 1959 e i conseguenti cambiamenti sociali e politici. Si differenzia dal movimento trova, non perché i musicisti sono giovani, ma perché i contenuti sono, in generale, politici. Nuove trova è definito, non sono dal legame con la rivoluzione castrista, ma anche dalle canzoni. Queste tendono ad evitare le banalità della vita (come l'amore) per concentrarsi sul socialismo, le ingiustizie, il sessismo, il colonialismo, il razzismo e altri argomenti 'seri'. Silvio Rodríguez e Pablo Milanés divennero gli esponenti più importanti del movimento. Carlos Puebla e Joseíto Fernández furono musicisti trova per lungo tempo che appoggiarono con la loro influenza il nuovo regime, ma dei due solo Puebla scrisse canzoni pro-rivoluzionarie.
Il regime stanziò dei fondi per supportare i musicisti che scrivevano canzoni anti-americane o pro-rivoluzionarie; questo era quasi un bonus in un'era in cui molti musicisti riuscivano a guadagnare con difficoltà. Nel 1967 la Casa de las Américas a L'Avana ospitò il Festival de la canción de protesta. Molti degli sforzi furono fatti per infastidire il governo americano. Tania Castellanos, un autore e cantante di filín, scrisse ¡Por Angela! in onore di Angela Davis. César Portillo de la Luz scrisse Oh, valeroso Viet Nam. Questi brani divennero famosi negli anni '70, ma la loro popolarità declinò con il passare del tempo.
I Nueva Trova, inizialmente così popolari, hanno subito un duro colpo con la caduta dell'Unione Sovietica, sebbene avesse già perso popolarità. Essi soffrirono all'interno di Cuba, forse a causa del crescente disincanto per un partito unico, e all'esterno, per il vivido contrasto con i film e le registrazioni dei Buena Vista Social Club. L'audience mondiale aveva aperto gli occhi verso lo straordinario fascino e la qualità musicale delle vecchie forme musicali cubane. Dall'altra parte, i temi principali degli anni '60 e '70 ora sembravano sterili e passati di moda; quando il tema non è più attuale, alle canzoni rimane la qualità musicale. Questi brani di alta qualità, tra i quali si distingue Hasta siempre di Puebla, probabilmente vivranno finché Cuba vivrà.

## Altri da ricordare
Naturalmente, i musicisti ricordati in questa sezione sono alcuni tra le centinaia di eccellenti musicisti che hanno vissuto nello stesso periodo. Non esiste una lista completa, sebbene i musicisti segnalati sotto sono stati menzionati almeno in una fonte. Dopo il nome sono elencati uno o due tra i brani più famosi scritti da quell'autore:
Salvador Adams (Me causa celos)
Ángel Almenares (Por qué me engañaste?)
José (Pepe) Banderas (Boca roja)
Emiliano Blez Garbey (Besada por el mar)
Julio Brito (Flor de ausencia)
Miguel Companioni (Mujer perjura)
Juan de Dios Hechavarria (Mujer indigna; Tiene Bayamo; Laura)
José (Pepe) Figarola Salazar (Un beso en le alma)
Oscar Hernández Falcón (Ella y yo; Rosa roja)
Graciano Gómez Vargas (En falso; Yo sé de esa mujer)
Rafael Gómez (aka Teofilito) (Pensamiento)
Ramón Ivonet (Levanta)
Eulalio Limonta
Manuel Luna Salgado (La cleptómana)
Nené Manfugás
Rafael Saroza Valdés (Guitarra mía)

## Duos, trios, gruppi
Durante la sua carriera, un musicista può lavorare in differenti line-up. A causa della sonorità limitata della chitarra, i musicisti trova preferivano gruppi piccoli o performance soliste. I bolero tendono ad avere due voci, primo e segundo, che danno ricchezza alla frase melodia in contrasto con il ritmo base del cinquillo.

### Duos
Guaronex y Sindo: Sindo Garay e suo figlio.
Floro y Miguel: Floro Zorilla e Miguel Zaballa.
Floro y Cruz: Floro Zorilla e Juan Cruz. Cruz era un bravissimo baritono.
Pancho Majagua y Tata Villegas: Francisco Salvo e Carlos Villegas.
María Teresa y Zequieira: María Teresa Vera e Rafael Zequeira.
Dúo Ana María y María Teresa: due voci femminili, Ana María García e María Teresa Vera. Justa García duettarono con loro.
Lorenzo Hierrezuelo e María Teresa Vera.
José 'Galleguito' Parapar y Higinio Rodríguez.
Juan de la Cruz y Bienvenido León.
Manuel Luna y José Castillo.
Dúo Hermanos Enriso: Enrique 'Chungo' e Rafael 'Nené' Enriso.
Dúo Luna–Armiñan: Pablo Armiñan (primo) e Manuel Luna (segundo e chitarra)
Dúo Pablito–Castillo: Pablo Armiñan (primo) e Augusto Castillo (segundo).
Dúo Pablito y Limonta: Pablo Armiñan (voz primo e accompagnamento alla chitarra) e Juan Limonta (segunda, chitarra e autore). Molto popolari a Santiago di Cuba negli anni '20.
Dúo Juanito Valdés y Rafael Enriso.
Dúo Carbo–Quevedo: Pablo Quevedo (primo) e Panchito Carbó (segundo e chitarra).
Dúo Hermansa Martí: Amelia e Bertha.
Dúo Sirique y Miguel: Alfredo 'Sirique' González e Miguel Doyble.
Los Compadres: Lorenzo Hierrezuelo, prima con Compay Segundo, poi con Rey Caney.